# Udumala Bala Showreddy
Udumala Bala Showreddy (ur. 18 czerwca 1954 w Ghanpur) – indyjski duchowny rzymskokatolicki, w latach 2013–2025 biskup Warangal, arcybiskup metropolita Wisakhapatnam od 2025.

## Życiorys
Święcenia kapłańskie otrzymał 20 lutego 1979 i został inkardynowany do diecezji Warangal. Przez kilka lat pracował duszpastersko na terenie diecezji. W 1987 rozpoczął pracę w seminarium w Hajdarabadzie, a w latach 1997-2006 był jego rektorem. W 2006 został wicesekretarzem indyjskiej Konferencji Episkopatu.
13 kwietnia 2013 został prekonizowany biskupem Warangal. Sakry biskupiej udzielił mu 23 maja 2013 kard. Oswald Gracias.
8 lutego 2025 papież Franciszek mianował go arcybiskupem metropolitą Wisakhapatnam. Ingres odbył 3 kwietnia 2025. Paliusz otrzymał z rąk papieża Leona XIV w dniu 29 czerwca 2025.